# Gottardo (vonat)
A Gottardo egy vasúti járat volt, mely Zürich Hauptbahnhof és Milano Centrale, 1997 után Róma között közlekedett. 2002. június 15-én szűnt meg pótlás nélkül.

## Története
A Gottardo egy nagysebességű, első osztályú kapcsolatot biztosított Zürich és Milánó között 1961-től. A járatot az SBB-CFF-FFS és az FS vasúttársaság üzemeltette RAe TEE II sorozatú kétáramnemű villamos motorvonatokkal. Ezek a motorvonatok légkondícionált, hatrészes motorvonatok voltak étkezőkocsival. Az étkezőkocsikat a Swiss Restaurant Car Company üzemeltette.
A járat az évek alatt számos átalakuláson esett át: 1961 és 1988 között mint Trans Europ Express (TEE), 1988 és 1995 között mint EuroCity (EC), 1995 és 1997 között mint InterCity (IC), végül 1997-től 2002-ig mint EuroNight (EN) közlekedett.

## Képek

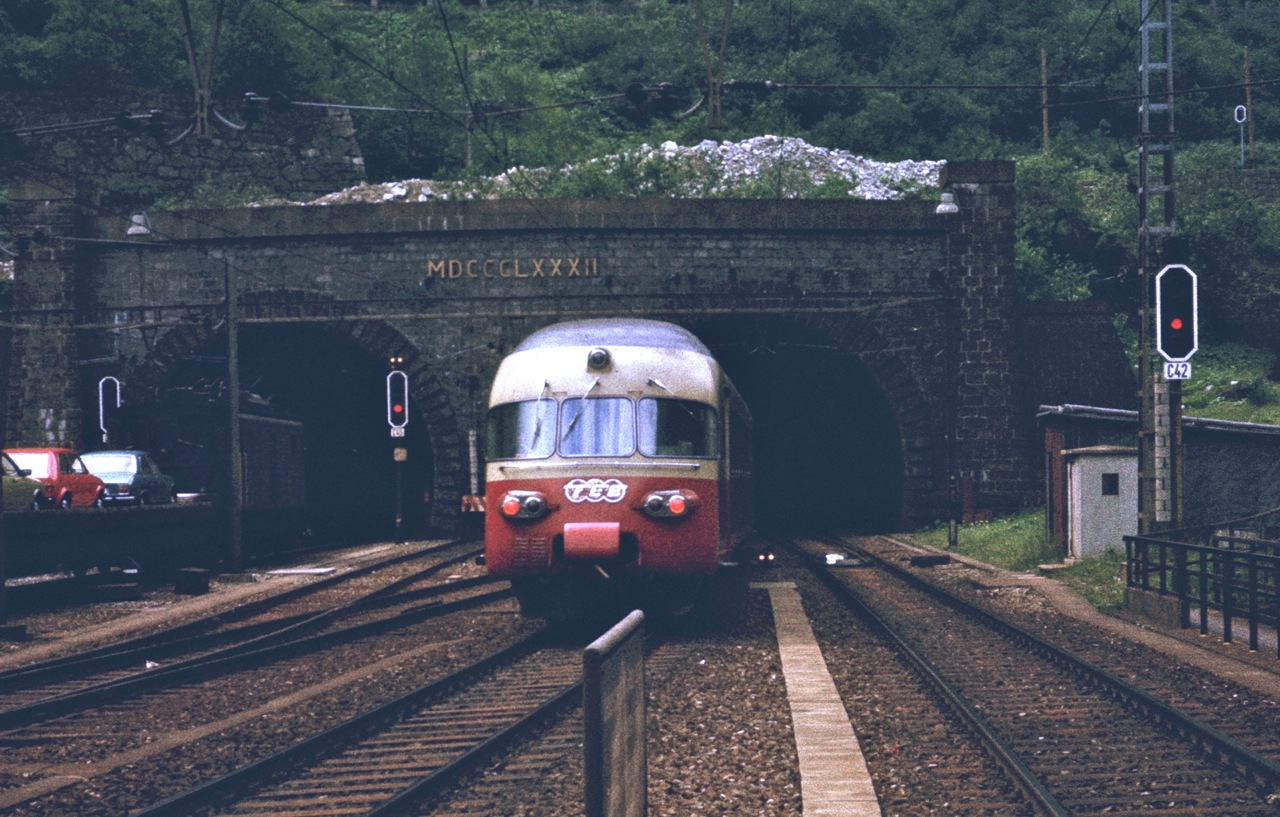
A Gottardo a Gotthárd-alagútnál 1979-ben
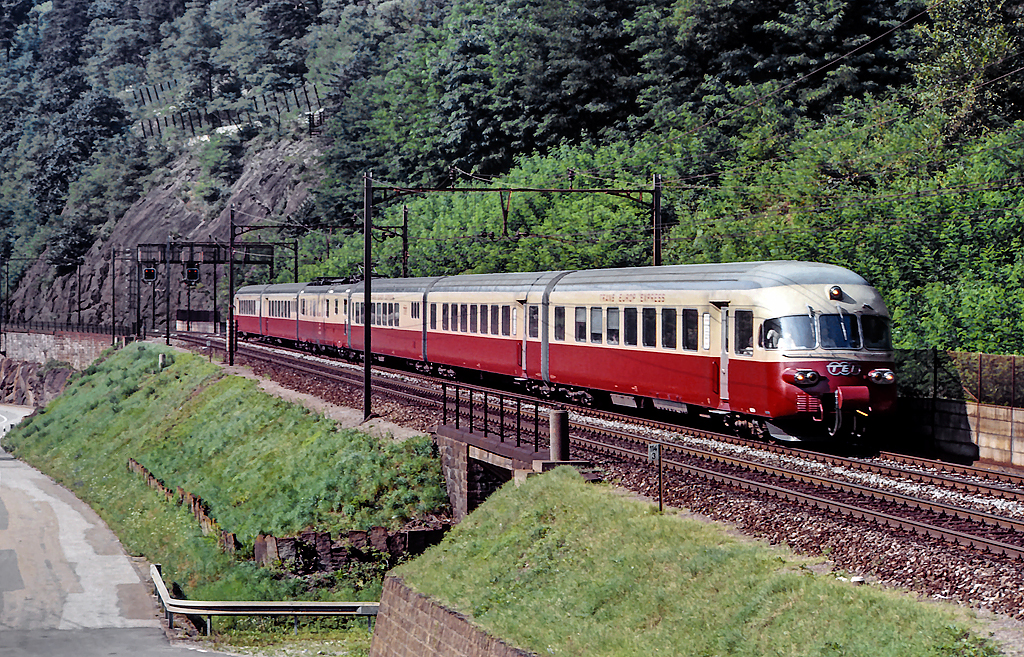